# Vlag van Minnesota
De vlag van Minnesota bestaat uit een donkerblauw veld dat de nachtelijke hemel en de vorm van de staat voorstelt, een helderblauw veld dat de overvloedige wateren van de staat voorstelt en een witte achtpuntige ster die de Poolster voorstelt, een ontwerp dat prominent aanwezig is op het Minnesota State Capitol.
De versie van de vlag die voor 2024 werd gebruikt, kwam steeds meer onder vuur te liggen. De al lang bestaande frustratie over de onleesbaarheid is toegenomen met de bezorgdheid dat de afbeelding op het zegel een negationistisch beeld geeft van de nederzetting van Minnesota door Europeanen, dat het geweld tegen inheemse volken verbergt. In 2023 riep de Minnesota Wetgevende Raad een commissie in het leven om de vlag en het zegel van Minnesota opnieuw te ontwerpen. Op 19 december 2023 koos de commissie een ontwerp dat de vlag op 11 mei 2024 verving.
De oorspronkelijke vlag van Minnesota met gewoon een gestileerde zegel op een achtergrond (de ene kant wit, de andere blauw) werd aangenomen in 1893, voordat de staat een tentoonstelling organiseerde op de World's Columbian Exposition in Chicago. Het werd aanzienlijk herzien in 1957 (de witte kant werd verwijderd en de stijl van het zegel werd aangepast) en kreeg een kleine kleurupdate in 1983.

## Geschiedenis
De eerste vlag werd zoals vermeld in 1893 aangenomen. Deze vlag was aan de voorzijde wit en aan de achterzijde blauw, met in het midden het statelijke zegel dat er destijds anders uitzag dan tegenwoordig. 
Omdat die vlag duur was om te produceren, werd in 1957 een andere vlag in gebruik genomen. Dat was de vorige vlag, maar dan met een ander zegel. Het zegel werd in 1983 gewijzigd en op de vlag geplaatst.
De vorige vlag die tot 2024 gebruikt, bestaat uit het zegel van Minnesota op een blauwe achtergrond. Het zegel wordt omringd door een aantal elementen. Ten eerste de statelijke bloem, de koninklijke vrouwenschoen (Cypripedium reginae). Deze wordt omringd door een goud-wit-gouden rand met daarin de naam van de staat en negentien sterren, die symboliseren dat Minnesota de negentiende staat was die tot de Verenigde Staten toetrad, na de 13 originele staten. De grootste ster symboliseert de Poolster en de staat Minnesota. Ook drie jaartallen omringen het zegel: in 1858 werd Minnesota een Amerikaanse staat, in 1819 werd Fort Snelling gebouwd en in 1893 werd de eerste vlag van Minnesota aangenomen.

? Vlag van Minnesota (1893-1957)
? ? Vlag van Minnesota (1893-1957)
? Vlag van Minnesota (1957-1983)
? Vlag van Minnesota, (1983-2024)
Zegel van Minnesota (1861-1983)
Zegel van Minnesota (1983-2024)

De "North Star Flag", die in 2001 een onofficiële wedstrijd won, werd oorspronkelijk voorgesteld in 1989.

Sinds 1989 zijn er pogingen geweest om de vlag te vervangen door een geheel nieuwe. Deze waren in eerste instantie echter niet succesvol. De critici werden verder gesterkt door de resultaten van een onderzoek naar de beste en slechtste vlaggen door de North American Vexillological Association, waarin de vlag van Minnesota op de 67e plaats stond van de 72 vlaggen in de Verenigde Staten en Canada.
Het ontwerp van de North Star Flag werd in 1989 gemaakt door Lee Herold en dominee William Becker. De vlag heeft de kleuren groen, die staan voor bossen, wit, dat staat voor winter, en blauw, dat staat voor water. Een gele ster linksboven staat voor de Poolster en het motto van de staat, L'Étoile du Nord. Herold diende het voorstel in 1989 in bij de wetgevers van de staat, gesteund door de Republikeinse afgevaardigde Gil Gutknecht. Herold was tegen de officiële vlag van de staat sinds de creatie ervan toen hij op de middelbare school zat. In 1995 stopte hij met zijn carrière als accountant en opende hij een vlaggenwinkel, Herold Flags, in Rochester, Minnesota.

## Nieuwe vlag
In mei 2023 werd de State Emblems Redesign Commission (SERC) bij wet opgericht met als doel voorstellen te ontwikkelen voor een nieuw staatszegel en een nieuwe staatsvlag voor Minnesota en deze uiterlijk op 1 januari 2024 in te dienen bij de wetgevende macht en de gouverneur. Daartoe riep de commissie het publiek op om voor 30 oktober 2023 ontwerpen voor de vlag en het zegel in te dienen. Op 7 november 2023 publiceerde de commissie 2123 voorstellen voor een nieuwe staatsvlag en 398 voor een nieuw staatszegel. Sommige vlagontwerpen werden echter ingediend als voorstellen voor het toekomstige staatszegel en omgekeerd. In het verdere proces selecteerden de leden van de commissie individueel maximaal 25 ontwerpen voor het zegel en de vlag. Op 21 november 2023 werden deze geselecteerde ontwerpen verder besproken in gedrukte vorm tijdens de eerste persoonlijke vergadering van de commissie, waarbij het publiek werd toegelaten. Hieruit selecteerde de commissie zes definitieve ontwerpen voor de vlag en vijf ontwerpen voor het zegel, die uiteindelijk resulteerden in de definitieve ontwerpresolutie. Alle finalisten hadden een ster en blauw-wit; gavia, die volgens de commissie slechts een deel van Minnesota vertegenwoordigde, kwam niet voor. Herold woonde de hoorzitting bij, maar zijn ontwerp voor de North Star Flag was geen finalist. Op 13 december werd het aantal vlaggen teruggebracht tot drie, F2100, F944 en F1953.
Op 15 december besloot de commissie dat de uiteindelijke vlag een variant van F1953 zou worden, waarbij F2100 en F944 zouden komen te vervallen. De commissie rondde het ontwerp op 19 december af door de strepen te verwijderen en de vorm van de ster te veranderen, waardoor het uiteindelijke ontwerp een volledig lichtblauwe banier werd met een vereenvoudigde vorm van Minnesota op de hijs in donkerblauw en een vereenvoudigde achtpuntige ster in het midden van de vorm.

F29 - "Starflake", ontworpen door Brandon Hundt, geëlimineerd op 13 december
F944 - De "Mirror of the Sky Flag", ontworpen door Todd en Peter Pitman, geëlimineerd op 15 december
F1154 - Ontworpen door Ross Bruggink, geëlimineerd op 13 december
F1435 - Ontworpen door Sarah Agaton Howes, geëlimineerd op 13 december
F1953 - Ontworpen door Andrew Prekker, geselecteerd als basis voor het definitieve ontwerp op 15 december
F2100 - Ontworpen door John Muller, geëlimineerd op 15 december

Vlag gekozen door de Commissie Herontwerp Staatsemblemen op 19 december, aangenomen op 11 mei 2024

Ted Kaye van de North American Vexillological Association noemde het nieuwe ontwerp "uitmuntend" en zei dat het een plaats heeft in de top 10 vlaggen van de VS. Ondanks de lof van vexillologen bleek uit een enquête dat slechts 23% van de kiezers in Minnesota voorstander was van de overstap naar de nieuwe vlag, terwijl 21% voorstander was van het vervangen van de vlag door een ander ontwerp en 49% de bestaande vlag wilde behouden. Een punt van kritiek op het ontwerp is de vermeende gelijkenis met vlaggen uit Somalië; deze kritiek werd afgewezen door de commissie die toezicht hield op het herontwerp van de vlag. Een ander punt van kritiek op het uiteindelijke ontwerp is dat het "gewoontjes" is. Verschillende plattelandsdistricten, waaronder Crow Wing, Houston, McLeod, Nobles, Becker, Mower en Brown, namen resoluties aan tegen de vlag in het algemeen of tegen het proces waarmee het nieuwe vlagontwerp werd gekozen. Begin maart 2024 kondigden Republikeinse staatswetgevers plannen aan om een reeks wetsvoorstellen in te dienen die het vlagontwerp ter openbare stemming zouden voorleggen. De nieuwe vlag is sinds 11 mei 2024 officieel in gebruik.